# Ost-West-Autobahn

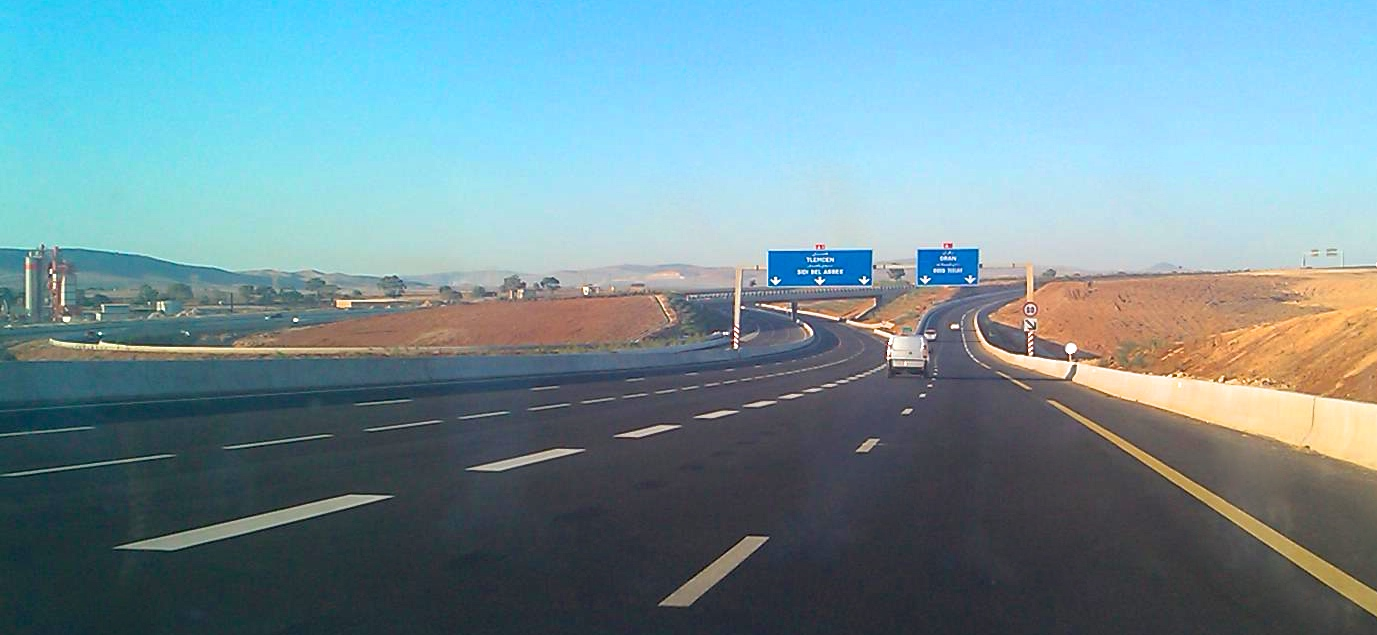
Die Ost-West-Autobahn in der Nähe von Oran

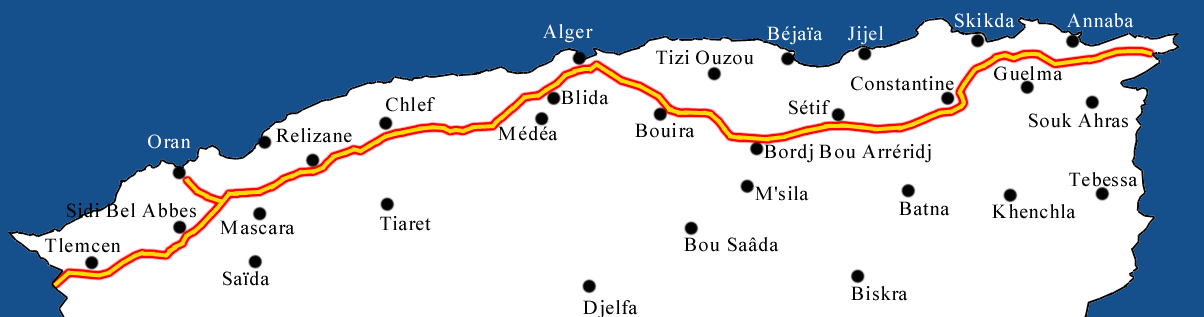
Die Ost-West-Autobahn in Algerien

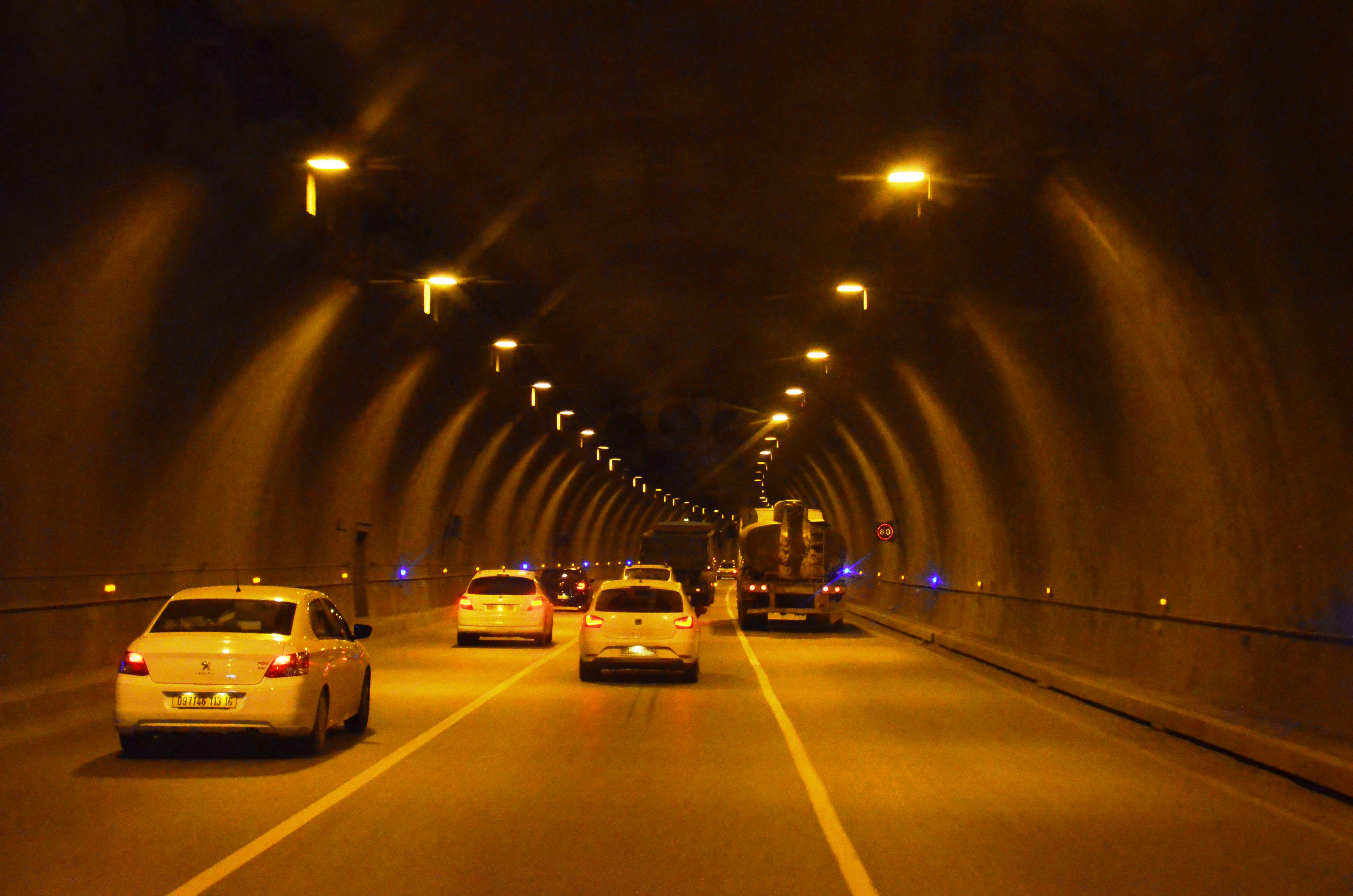
Tunnel (2015)

Die Ost-West-Autobahn (französisch Autoroute Est-Ouest, arabisch الطريق السيار شرق-غرب, DMG aṭ-Ṭarīq as-saiyār šarq-ġarb), meist als A1 abgekürzt, ist die ganz Algerien von Osten nach Westen durchquerende Autobahn. Sie ist der algerische Teil einer nordafrikanischen Verkehrsader, die Marokko, Algerien, Tunesien und Libyen verbinden wird („Transmaghrébine“).
Die 1216 km lange, dreispurige Autobahn verläuft im Abstand von meist 40 bis 70 km parallel zur Küste des Mittelmeers, nur bei Algier erreicht sie die Vororte an der Küste. Sie beginnt an der tunesischen Grenze bei El Kala in der Provinz El Tarf, führt an den Städten Annaba, Skikda, Constantine, Sétif, Algier, Chlef, Oran und Tlemcen vorbei und endet an der marokkanischen Grenze bei Maghnia in der Provinz Tlemcen.
Die Ost-West-Autobahn wurde im Wesentlichen zwischen 2007 und 2015 erbaut; zwei kurze Teilstücke bei Algier wurden schon 1990 und 2003 ausgeführt. Der westliche Abschnitt zwischen Algier und der Grenze zu Marokko wurde von CITIC-CRCC, einem chinesischen Konsortium, erstellt. Mit dem östlichen Abschnitt wurde die japanische Gruppe COJAAL beauftragt. In diesem Abschnitt verzögerte sich die Fertigstellung der letzten 84 km in der Provinz El Tarf zwischen Dréan und der tunesischen Grenze bei Raml Souk aufgrund technischer und organisatorischer Probleme der COOJAAL um mehrere Jahre. Nachdem zunächst abgestrebt wurde, dass bis 2019 auch dieses Teilstück fertiggestellt würde, wurde dieses Ziel erst 2023 erreicht. Am 12. August erfolgte in El Tarf die Eröffnung des letzten algerischen Abschnitts durch Premierminister Aymen Benabderrahmane. Zur Komplettierung der Transmaghreb-Autobahn fehlt allerdings noch der Anschluss auf der tunesischen Seite.
Zwischen 1990 und 2004 wurden die Arbeiten an den kleinen Teilstücken mithilfe internationaler Banken (Europäische Investitionsbank, Arab Fund for Economic and Social Development, Afrikanische Entwicklungsbank) finanziert. 2005 entschied Präsident Abd al-Aziz Bouteflika, die gesamten weiteren Arbeiten der Ost-West-Autobahn aus dem laufenden Haushalt zu finanzieren.
Bisher war die Benutzung der Autobahn mautfrei. Es ist aber vorgesehen, ab November 2019 eine Maut in Höhe von 1,20 DA pro km (entspricht 0,87 Euro-Cent per 30. August 2018) zu erheben. Die ersten Mautstationen sind bereits installiert.